# Billal Bennama
Billal Bennama (Blagnac, 14 de junho de 1998) é um pugilista francês.

## Carreira
Bennama, filho de pais argelinos, incluindo o pai Mohamed Bennama, é conhecido por ser um dos melhores treinadores nacionais de boxe. Seu irmão Habib Bennama e sua irmã Rym Bennama também seguiram carreira no boxe. A carreira de Billal foi lançada após a obtenção de dois títulos do campeonato francês de boxe amador, obtidos em 2017, quando ele tinha apenas 19 anos, e 2018 na categoria peso leve. Ele também é medalhista de bronze na categoria até 52 kg (peso mosca) no Campeonato Mundial de Boxe Amador de 2019, em Ecaterimburgo.
Nos Jogos Olímpicos de Verão de 2024, em Paris, conquistou a medalha de prata na disputa de peso mosca (até 51 kg).